# Drosophila abron
Drosophila abron är en tvåvingeart som beskrevs av Burla 1954. Drosophila abron ingår i släktet Drosophila och familjen daggflugor. Inga underarter finns listade i Catalogue of Life.
Artens utbredningsområde är Centralafrika.